# مشروع فنزويلا
مشروع فنزويلا( Proyecto Venezuela) هو حزب سياسي في فنزويلا.
تأسس الحزب في عام 1998.
رئيس الحزب هو خورخي سوكر.